# Xã Dreher, Quận Wayne, Pennsylvania
Xã Dreher (tiếng Anh: Dreher Township) là một xã thuộc quận Wayne, tiểu bang Pennsylvania, Hoa Kỳ. Năm 2010, dân số của xã này là 1.412 người.